# Јован Комнин Дука
Јован Комнин Дука (грчки: Ιωάννης Κομνηνός Δούκας; умро 1244) је био владар Солуна од 1237. године до своје смрти.

## Биографија
Јован је био најстарији син Теодора Комнина Дуке, солунског цара, и Марије Петралифене. Теодор је 1230. године, заједно са читавом породицом, пао у заробљеништво бугарског цара Јована Асена II након битке код Клокотнице. Када се његова сестра удала за Асена (1237), Јован је ослобођен заједно са својим ослепљеним оцем Теодором и млађим братом Димитријем. Теодор и његови синови вратили су се у Солун где су подигли устанак против Теодоровог брата Манојла Комнина Дуке који је владао градом од 1230. године. Пошто је Теодор био слеп, на чело Солуна дошао је Јован док му се отац повукао у Воден. Манојло се 1239. године вратио и уз помоћ Никејаца овладао Тесалијом. Јован Асен је умро 1241. године. Јован Комнин Дука је наставио да користи титулу свога оца. Никејски цар Јован III Дука Ватац покренуо је 1242. године војску на Солун. Како би избегао борбу, Теодор је убедио свога сина Јована да се задовољи деспотском титулом и призна никејског цара за сизерена. Јован Дука Ватац се вратио у Малу Азију како би се суочио са Селџуцима. Јован Комнин Дука је умро 1244. године. Наследио га је брат Димитрије. 